# Perui labdarúgó-szövetség
Perui labdarúgó-szövetség (spanyolul: Federación Peruana de Futból [FPF]). Székhelye Lima.

## Történelme
1922. augusztus 23-án alapították. A Nemzetközi Labdarúgó-szövetségnek (FIFA) 1924-től, 1925-től a Dél-amerikai Labdarúgó-szövetség (CONMEBOL) tagja.
Fő feladata a nemzetközi kapcsolatokon kívül, a  Perui labdarúgó-válogatott férfi és női ágának, a korosztályos válogatottak illetve a nemzeti bajnokság szervezése, irányítása. A működést biztosító bizottságai közül a Játékvezető Bizottság felelős a játékvezetők utánpótlásáért, elméleti (teszt) és cooper (fizikai) képzéséért.